# Kappa Volantis
Kappa Volantis (κ Vol, κ Volantis) é um sistema estelar múltiplo na constelação de Volans. Visualmente, é composto por duas estrelas similares de magnitude aparente 5,33 e 5,62, denominadas Kappa1 Volantis e Kappa2 Volantis, separadas por 65 segundos de arco, e uma terceira estrela de magnitude 8,5 a uma distância angular de 37,7 segundos de arco de κ2, que, com base em sua distância, pode ser uma companheira óptica. Com base em medições de paralaxe, o sistema está a aproximadamente 420 anos-luz (128 parsecs) da Terra.
Kappa1 Volantis tem um tipo espectral de B9 III-IV, o que significa que é uma estrela de classe B entre as fases de gigante e subgigante. Apresenta linhas espectrais de hélio anormalmente fracas. Possui uma estrela companheira de natureza desconhecida, elevando o número total de estrelas no sistema para três. Kappa2 Volantis é uma estrela subgigante de tipo espectral A0 IVmn, em que a notação 'n' indica que suas linhas de absorção estão largas e nebulosas devido a uma alta velocidade de rotação, enquanto a notação 'm' indica que possui metais proeminentes no espectro. Especificamente, possui quantidades anormais de silício (Si) e manganês (Mn).
O sistema possui uma alta velocidade peculiar de 29,2 km/s em relação às estrelas próximas, sendo um possível sistema fugitivo.